# Болевой приём (фильм)
«Болевой приём» — российский боевик 1992 года режиссёра Георгия Кузнецова. Производство ТО «Евразия» Свердловской киностудии.

## Сюжет
События фильма предваряют кадры боевой схватки небольшой группы отступающих казаков и офицеров ВМФ Царской России с отрядом японцев в самом начале Русско-японской войны.
После распада СССР настаёт время передела сфер влияния между преступными группировками, в рядах которых часто оказываются и бывшие спортсмены. Особенно ценятся те, кто владеет навыками единоборств. В провинциальный город приезжает группа ребят, специализирующихся на редком виде рукопашной борьбы, именуемом «русский стиль» и имеющем свою славную историю. Их появление встревожило главарей двух соперничающих банд, контролирующих город. Они пытаются заполучить этих ценных бойцов в свои ряды. В ход идут любые средства, и ребята вынуждены защищаться.

## В ролях
- Валентин Белоусов — Токаревский
- Алексей Кадочников — Нелюбин, есаул
- Сергей Вишневецкий — барон Мирбах
- Андрей Рапопорт — Ксёндз
- Вадим Зайцев — боевик из банды Ксендза, зачинщик драки в ресторане
- Александр Лавров — сотник Уссурийского казачьего полка Токаревский
- Станислав Малахов
- Олег Попов
- Ирина Кузнецова — Анна («Афганка»)
- Анатолий Горгуль — шеф

## Съёмочная группа
- Автор сценария: Геннадий Бокарев
- Режиссёр: Георгий Кузнецов
- Оператор: Сергей Гаврилов
- Художник: Юрий Истратов
- Композитор: В. Лебедев

Фильм снимался в городе Заречный Свердловской области. Водные сцены проводились на Белоярском водохранилище.

## О фильме
Фильм создан на уникальном материале национального русского стиля рукопашного боя. В съемках принимали участие основоположник «русского стиля» А. А. Кадочников и его лучшие ученики.— Болевой приём // Домашняя синематека: отечественное кино 1918—1996: каталог / С. Землянухин, М. Сегида. — М.: Дубль-Д, 1996. — 520 с. — с. 42

Мастер производственной драмы, драматург Геннадий Бокарев в начале лихих 90-х пробует себя на почве новых «кооперативных» боевиков. Все по свежесложившемуся канону: городские банды, беспомощная милиция, которая к тому же почти поголовно коррумпирована, робкие бизнесмены и конечно, главный неубиваемый герой, который к тому же владеет секретным боевым искусством.— Свердловская киностудия, 2022 год